# Rocinela wetzeri
Rocinela wetzeri is een pissebed uit de familie Aegidae. De wetenschappelijke naam van de soort is voor het eerst geldig gepubliceerd in 1992 door Brusca & France.